# Catenay
Catenay – miejscowość i gmina we Francji, w regionie Normandia, w departamencie Sekwana Nadmorska.

## Położenie
Catenay znajduje się 9 km na południe od Buchy, 20 km na północny wschód od Rouen i 120 km na północny zachód od Paryża.

## Demografia
Według danych na rok 2017 gminę zamieszkiwały 678 osoby, a gęstość zaludnienia wynosiła 115 osób/km².

## Gmina partnerska
Lubień (gmina), Polska